# Marsdenia venusta
Marsdenia venusta är en oleanderväxtart som beskrevs av P.I. Forster. Marsdenia venusta ingår i släktet Marsdenia och familjen oleanderväxter. Inga underarter finns listade i Catalogue of Life.